# Batalla de Reinohuelén (1565)
La Batalla de Reinohuelén fue un enfrentamiento en el marco de la guerra de Arauco, que se desarrolló los días 17 y 18 de febrero de 1565 y que enfrentó a españoles y promaucaes, mapuches que, al momento de la colonización española, habitaron entre los ríos Maipo y Maule, concluyendo con la victoria de los primeros.

## Antecedentes
Tras la retirada de los indios que sitiaban Concepción, ya entrando el invierno, los campos se cubrían de pantanos que hacían imposibles las operaciones de la guerra. El gobernador Pedro de Villagra viajó a Santiago para atender varios asuntos de la administración pública, y para preparar los elementos y recursos para continuar la guerra en el verano siguiente.
Su primer objetivo fue enviar por mar algunos víveres a Concepción. Esta ciudad, destruida en parte por el sitio al que estuvo sometida por los indios durante los meses de febrero y marzo de ese año, se encontraba desprovista de provisiones. Villagrán también despachó por tierra a Concepción algunas tropas al mando del capitán Pedro Hernández de Córdoba con 30 soldados; pero las lluvias del invierno y el estado de inseguridad de los campos del otro lado del Maule, por causa de la insurrección de los indios, lo obligaron a detenerse a orillas de este río.
Recurriendo a su autoridad y a los pocos amigos que le quedaban, Villagra logró reunir, a fines de enero de 1565, una pequeña fuerza de 112 hombres y alrededor de 500 auxiliares, con los cuales partió en campaña al sur a pacificar la región entre los ríos Maule y Biobío y así apoyar a las ciudades amenazadas, dejando atrás las rencillas de la capital.
En la ribera norte del Maule se juntó con Pedro Fernández de Córdoba al frente de 40 soldados y 200 auxiliares.

## El combate
Los promaucaes, entusiasmados con el éxito de las tribus del sur del Biobío, habían decidido defender el Maule. Creyeron que era tentadoramente fácil luchar contra los castellanos que iban de mal en peor, notoriamente desmoralizados y divididos. Mientras esperaban el refuerzo de sus aliados que avanzaban al mando del cacique Loble, rápidamente construyeron un pucará en Perquilauquén, al noroeste de Reinohuelén.
Pedro de Villagra no dudaba del resultado del combate; pero habría querido evitarlo, y con este propósito hizo al enemigo proposiciones de paz sin ningún fruto. Les exigía que dejasen las armas y se retirasen a sus casas, pero los indios, que ya conocían el valor de estas promesas, rechazaron resueltamente todas las proposiciones.
El comandante español evaluó la situación del fuerte enemigo y, luego, desplegó de frente a sus picunches auxiliares, ya que los costados estaban protegidos por el río por un lado y por el otro, por unos pantanos intransitables. Sin embargo, estos no fueron rivales para los promaucaes, más belicosos y guerreros que sus atacantes y rápidamente los desbarataron con elevadas pérdidas.
A la mañana siguiente, el 18 de febrero de 1565, volvieron los hispanos, siendo recibidos por una nube de flechas que se estrellaron contra los cueros de vaca endurecidos que llevaban los auxiliares de avanzada como protección. Villagra, quien llevaba como maestre de campo a Juan Pérez de Zurita, ante el difícil terreno para el uso de la caballería, hizo desmontar a sus hombres e inició un ataque con una formación de "erizo" de 100 auxiliares, 30 arcabuceros y 20 piqueros y empezó a avanzar y a abrir camino, al mismo tiempo que por el ala derecha e izquierda avanzaban 200 auxiliares, afianzados por la caballería. Otros 100 auxiliares formaban la reserva.
Los españoles lograron ubicar el vado que habían dejado los indígenas para atravesar el foso y comunicarse con el otro lado. De este modo lograron meter una "cuña" al otro lado del foso, que tomó a los defensores por la espalda, con lo que la defensa se derrumbó y permitió la entrada de los hispanos al recinto del pucará. Según Góngora, más de 700 promaucaes perdieron la vida, macabra labor que debe atribuirse, en gran parte, a los "picunches" que los odiaban. Villagra había logrado evitar la conjunción de fuerzas con las de Loble que avanzaba con un poderoso ejército mapuche, gente más aguerrida que los promaucaes.

## Consecuencias
Después de esta victoria, el gobernador Villagra creyó que los indios de aquella región depondrían las armas. Unos 700 indígenas fueron tomados como prisioneros, castigando a algunos y soltando a otros con mensajes de paz a las tribus vecinas. Muchas de ellas dieron muestras de aceptarla, manifestándose dóciles y sumisas. Tras largos tratos con los caciques, y, creyendo dejar la tierra pacificada, avanzó hasta Chillán en la última semana de febrero. Cuando hubo pasado más adelante, los indios en destacamentos numerosos le salían al encuentro, simulaban un ataque y fingían retirarse para atraerlo a lugares en que podían batirse con ventaja, lo que los obligaba a retardar su marcha y a perder su tiempo en esta campaña.